# Französische Rugby-Union-Meisterschaft 1912/13
Die Saison 1912/13 war die 22. Austragung der französischen Rugby-Union-Meisterschaft (französisch Championnat de France de rugby à XV). Sie umfasste 16 Mannschaften in der ersten Division (heutige Top 14).
Nach einer Vorrunde spielten die besten Mannschaften in K.-o.-Runden gegeneinander. Im Endspiel, das am 20. April 1913 im Stade du Matin im Pariser Vorort Colombes stattfand, trafen die beiden Halbfinalsieger aufeinander und spielten um den Bouclier de Brennus. Dabei setzte sich Aviron Bayonnais gegen den Sporting Club Universitaire de France (SCUF) durch und errang zum ersten Mal den Meistertitel.

## Vorrunde
Die Detailergebnisse sind nicht bekannt.

## Finalphase

### Viertelfinale

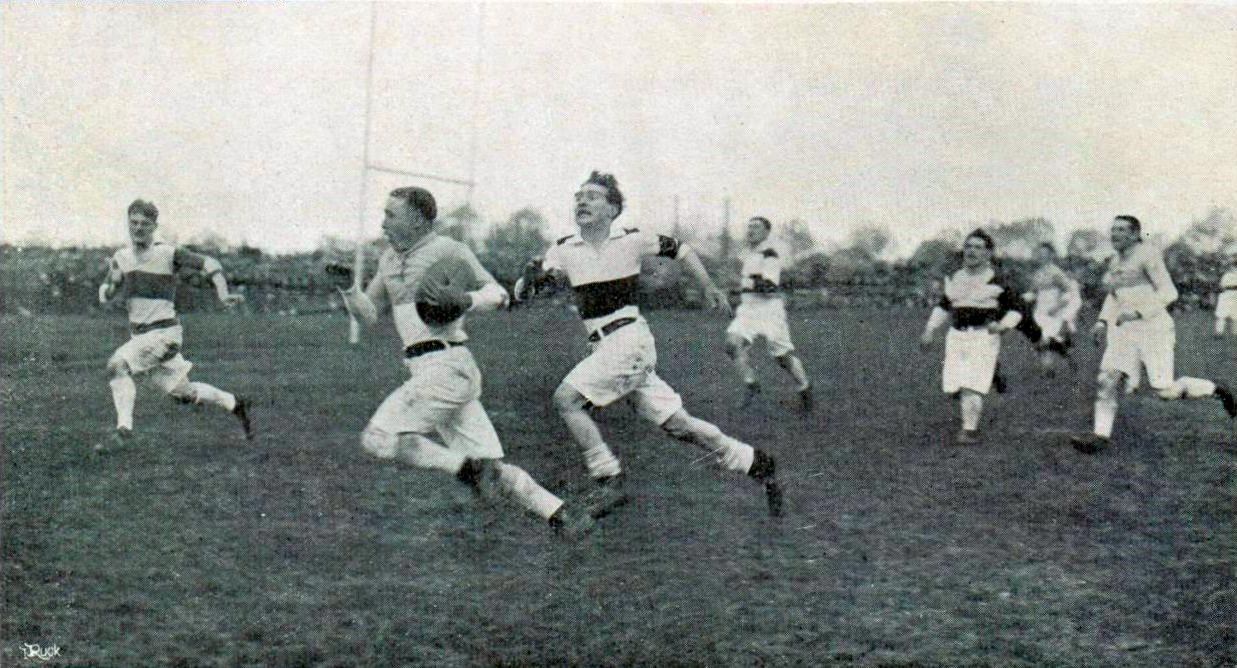
Spielszene im Meisterschaftsfinale

| Datum         | Begegnung                          | Ergebnis |
| ------------- | ---------------------------------- | -------- |
| 16. Mär. 1913 | Aviron Bayonnais – CA Périgueux    | 38:0     |
| 16. Mär. 1913 | Stade Bordelais – Stade Toulousain | 03:0     |
| 16. Mär. 1913 | SCUF – Stade Nantais               | 08:3     |
| 16. Mär. 1913 | AS Perpignan – RC Compiègne        | 18:8     |

### Halbfinale
| Datum        | Begegnung                          | Ergebnis |
| ------------ | ---------------------------------- | -------- |
| 6. Apr. 1913 | Aviron Bayonnais – Stade Bordelais | 9:0      |
| 6. Apr. 1913 | SCUF – AS Perpignan                | 3:0      |

### Finale
| 20. April 1913 | Aviron Bayonnais                                                                                     | 31 : 8         | SCUF                                            | Stade du Matin, Colombes Zuschauer: 20.000 Schiedsrichter: Henri Amand |
| 20. April 1913 | Versuche: J. Forgues Bascou Labaste F. Forgues Lissalde (2) Domercq Erhöhungen: Poeydebasque Roe (4) | (10:0) Bericht | Versuche: Theuriet Cadenat Erhöhungen: Theuriet | Stade du Matin, Colombes Zuschauer: 20.000 Schiedsrichter: Henri Amand |

Aufstellungen
Aviron Bayonnais: Paulin Bascou, Jean Domercq, Fouillassart, Fernand Forgues, Jean-Bernard Forgues, Jules Forgues, Achille Fortis, Maurice Hedembaigt, Emmanuel Iguinitz, Victor Labaste, Félix Lasserre, Eugène Lissalde, Jean-François Poeydebasque, Harry Owen Roe, Armand Vigneau
SCUF: Joé Anduran, Lucien Besset, Jean-Baptiste Brisé, Fernand Buscail, Jules Cadenat, Charles du Souich, Albert Eutrope, Jacques Forestier, C. Fusier, Edmond Larmier, Roger Mialle, Montaud, Henri Moure, Jean Semmartin, André Theuriet